# Mareuil-le-Port
Mareuil-le-Port település Franciaországban, Marne megyében. Lakosainak száma 1151 fő (2022. január 1.). Mareuil-le-Port Châtillon-sur-Marne, Festigny, Leuvrigny, Nesle-le-Repons, Œuilly, Troissy és Vandières községekkel határos.

## Népesség
A település népességének változása:
| Lakosok száma | 1386 | 1327 | 1392 | 1330 | 1187 | 1190 | 1166 | 1157 | 1152 | 1151 |
|               | 1968 | 1982 | 1990 | 2006 | 2013 | 2015 | 2017 | 2019 | 2020 | 2022 |